# Zanda (släkte)
Zanda är ett fågelsläkte i familjen kakaduor inom ordningen papegojfåglar. Släktet omfattar tre arter som enbart förekommer i Australien, varav två är utrotningshotade:
- Gulstjärtad sotkakadua (Zanda funerea)
- Kortnäbbad sotkakadua (Zanda latirostris)
- Långnäbbad sotkakadua (Zanda baudinii)